# Luxuslärm/Diskografie
Diese Diskografie ist eine Übersicht über die musikalischen Werke der deutschen Pop-Rock-Band Luxuslärm. Ihre erfolgreichste Veröffentlichung ist das zweite Studioalbum So laut ich kann, dass sich zeitgleich in Deutschland, Österreich und der Schweiz in den Albumcharts platzieren konnte.

## Alben

### Studioalben
| Jahr | Titel Musiklabel                                  | Höchstplatzierung, Gesamtwochen, AuszeichnungChartplatzierungen (Jahr, Titel, Musiklabel, Platzierungen, Wochen, Auszeichnungen, Anmerkungen) | Höchstplatzierung, Gesamtwochen, AuszeichnungChartplatzierungen (Jahr, Titel, Musiklabel, Platzierungen, Wochen, Auszeichnungen, Anmerkungen) | Höchstplatzierung, Gesamtwochen, AuszeichnungChartplatzierungen (Jahr, Titel, Musiklabel, Platzierungen, Wochen, Auszeichnungen, Anmerkungen) | Anmerkungen                              |
| Jahr | Titel Musiklabel                                  | DE | AT | CH | Anmerkungen                              |
| ---- | ------------------------------------------------- | --- | --- | --- | ---------------------------------------- |
| 2008 | 1000 km bis zum Meer Die Opposition (Intergroove) | — | — | — | Erstveröffentlichung: 3. Oktober 2008    |
| 2010 | So laut ich kann Die Opposition (Intergroove)     | DE13 (17 Wo.)DE | AT75 (1 Wo.)AT | CH20 (8 Wo.)CH | Erstveröffentlichung: 29. Januar 2010    |
| 2011 | Carousel Die Opposition (Intergroove)             | DE6 (9 Wo.)DE | — | CH53 (5 Wo.)CH | Erstveröffentlichung: 16. September 2011 |
| 2014 | Alles was du willst Polydor (UMG)                 | DE4 (4 Wo.)DE | AT49 (1 Wo.)AT | — | Erstveröffentlichung: 7. März 2014       |
| 2016 | Fallen und Fliegen Polydor (UMG)                  | DE9 (3 Wo.)DE | — | — | Erstveröffentlichung: 11. März 2016      |

## Singles
| Jahr | Titel Album                                      | Höchstplatzierung, Gesamtwochen, AuszeichnungChartplatzierungen (Jahr, Titel, Album, Platzierungen, Wochen, Auszeichnungen, Anmerkungen) | Höchstplatzierung, Gesamtwochen, AuszeichnungChartplatzierungen (Jahr, Titel, Album, Platzierungen, Wochen, Auszeichnungen, Anmerkungen) | Höchstplatzierung, Gesamtwochen, AuszeichnungChartplatzierungen (Jahr, Titel, Album, Platzierungen, Wochen, Auszeichnungen, Anmerkungen) | Anmerkungen                                              |
| Jahr | Titel Album                                      | DE | AT | CH | Anmerkungen                                              |
| ---- | ------------------------------------------------ | --- | --- | --- | -------------------------------------------------------- |
| 2008 | 1000 km bis zum Meer                             | DE86 (9 Wo.)DE | — | — | Erstveröffentlichung: 21. November 2008                  |
| 2008 | Unsterblich 1000 km bis zum Meer                 | DE92 (1 Wo.)DE | — | — | Erstveröffentlichung: 12. Dezember 2008                  |
| 2009 | Sag es wie es ist! So laut ich kann              | DE65 (3 Wo.)DE | — | — | Erstveröffentlichung: 18. Dezember 2009                  |
| 2010 | Leb deine Träume So laut ich kann                | DE63 (2 Wo.)DE | — | — | Erstveröffentlichung: 2. April 2010                      |
| 2010 | Nichts ist zu spät So laut ich kann              | DE58 (4 Wo.)DE | — | — | Erstveröffentlichung: 23. Juli 2010                      |
| 2010 | Vergessen zu vergessen So laut ich kann          | — | — | — | Erstveröffentlichung: 26. November 2010                  |
| 2011 | Atemlos Carousel                                 | DE63 (4 Wo.)DE | — | — | Erstveröffentlichung: 2. September 2011                  |
| 2012 | Mehr Gewicht Carousel                            | DE56 (3 Wo.)DE | — | — | Erstveröffentlichung: 6. April 2012 feat. Culcha Candela |
| 2012 | Liebt sie dich wie ich? Carousel                 | DE58 (1 Wo.)DE | — | — | Erstveröffentlichung: 28. September 2012                 |
| 2014 | Einmal im Leben Alles was du willst              | — | — | — | Erstveröffentlichung: 21. Februar 2014                   |
| 2014 | Nach einer wahren Geschichte Alles was du willst | — | — | — | Erstveröffentlichung: 29. August 2014                    |
| 2016 | Solange Liebe in mir wohnt Fallen und Fliegen    | — | — | — | Erstveröffentlichung: 25. Februar 2016                   |

## Musikvideos
| Jahr | Titel                        | Regisseur(e)                                                              |
| ---- | ---------------------------- | ------------------------------------------------------------------------- |
| 2008 | 1000 km bis zum Meer         | Matthias Hölscher                                                         |
| 2008 | Unsterblich                  | Matthias Hölscher                                                         |
| 2009 | Sag es wie es ist!           | Sebastian Bartolitius                                                     |
| 2010 | Leb deine Träume             | Sebastian Bartolitius                                                     |
| 2010 | Nichts ist zu spät           | Marvin Litwak, Pascal Marczona, Jan Paustian, Ingo Russland, Daniel Walta |
| 2010 | Vergessen zu vergessen       |                                                                           |
| 2011 | Atemlos                      | Sebel                                                                     |
| 2012 | Lass dich fallen             | Andreas Z. Simon                                                          |
| 2012 | Mehr Gewicht                 |                                                                           |
| 2012 | Liebt sie dich wie ich?      | Tristan Ladwein                                                           |
| 2014 | Durchdrehen                  |                                                                           |
| 2014 | Einmal im Leben              | Bernard Wedig                                                             |
| 2014 | Nach einer wahren Geschichte | Bernard Wedig                                                             |
| 2016 | Solange Liebe in mir wohnt   | Arrigo Reuss                                                              |
| 2016 | Bis es weh tut               | Arrigo Reuss                                                              |

## Sonderveröffentlichungen

### Lieder
| Jahr | Titel Album                               | Anmerkungen                                                        |
| ---- | ----------------------------------------- | ------------------------------------------------------------------ |
| 2012 | Lass dich fallen Dein Song 2012           | Erstveröffentlichung: 30. März 2012 mit Safi Nacef                 |
| 2013 | Faul sein ist wunderschön Giraffenaffen 2 | Erstveröffentlichung: 18. Oktober 2013 Original: Pippi Langstrumpf |

### Videoalben
| Jahr | Titel Musiklabel                                   | Anmerkungen |
| ---- | -------------------------------------------------- | --- |
| 2012 | Alles was du willst (Deluxe Edition) Polydor (UMG) | Erstveröffentlichung: 7. März 2014 erweiterte Fassung mit Bonus-DVD, deren Verkäufe dem Studioalbum hinzuaddiert werden |

## Statistik

### Chartauswertung
|                     | DE    | AT    | CH    |
| ------------------- | ----- | ----- | ----- |
| Nummer-eins-Alben   | DE—DE | AT—AT | CH—CH |
| Top-10-Alben        | DE3DE | AT—AT | CH—CH |
| Alben in den Charts | DE4DE | AT2AT | CH2CH |

|                       | DE    | AT    | CH    |
| --------------------- | ----- | ----- | ----- |
| Nummer-eins-Singles   | DE—DE | AT—AT | CH—CH |
| Top-10-Singles        | DE—DE | AT—AT | CH—CH |
| Singles in den Charts | DE8DE | AT—AT | CH—CH |